# Église Saint-Barthélemy de La Boissière-École
L’église Saint-Barthélemy est un édifice religieux catholique du XIXe siècle situé sur la commune de La Boissière-École dans les Yvelines en France.

## Historique
Avant 1893, une ancienne église donnée à la fin du Xe siècle par Hugues Capet à l’abbaye Saint-Magloire occupait l’emplacement de l’église actuelle. L’édifice est de nombreuses fois remanié. Le clocher est restauré vers 1840. Le bâtiment est détruit à la suite d’un incendie en 1888. 
En 1892, la puissante famille Hériot commande sa reconstruction à Charles Trubert, architecte de la ville de Rambouillet. La sacristie est construite en 1894, peut-être par Pommay, l’architecte de la famille Hériot. Le clocher, partiellement détruit lors de la Seconde Guerre mondiale, a été restauré en 1955.